# Thérèse Ott
Pour les articles homonymes, voir Ott.
Thérèse Ott, née 13 novembre 1896 à Saint-Germain-en-Laye et morte le 7 décembre 1980 à Nice, est une artiste peintre française.

## Biographie
Thérèse Marguerite Antoine, née le 13 novembre 1896 à Saint-Germain-en-Laye, est la fille de Christophe Antoine, domestique, et Françoise Perrine Nicolas, cuisinière. Mariée le 17 septembre 1918 à Paris 9e avec Edouard Ott, employé des Postes, elle décède le 7 décembre 1980 à Nice.
Thérèse Ott commence sa carrière de peintre en 1937. Dès 1939, elle est acceptée au Salon des Artistes français et y expose régulièrement chaque année. Elle réalise sa première exposition personnelle à la Galerie Art et Miroir, à Nantes, en 1941. En mai 1949, dans le cadre du Salon des artistes bretons, elle présente son travail au musée d'Arts de Nantes. Elle est connue pour ses paysages et scènes de genre du centre-ville de Nantes et ses environs.

## Œuvres
- Place Dumoustier sous la neige, 1939, huile sur toile 38 x 55 cm, collection particulière
- Le port de Nantes, 1941, huile sur toile 63,5 x 44,8 cm, musée d'Histoire de Nantes
- Quartier Saint-Pierre, Nantes, 1942, huile sur toile 73 x 91,5 cm, musée d'Arts de Nantes[8]
- Place du Pilori, Nantes, 1943, huile sur toile 73,1 x 91,7 cm, musée d'Arts de Nantes[8]
- Rue Rubens, Nantes, 1945, huile sur toile 90,5 x 60,2 cm, musée d'Arts de Nantes[8]
- Passage à niveau Belle-Croix, Nantes, 1952, huile sur toile 65 x 81 cm, musée d'Arts de Nantes[8]